# Valentina Ruzza
Valentina Ruzza (Padova, 13 settembre 1992) è una rugbista a 15 italiana, seconda linea dello Stade français.

## Biografia
Cresciuta, come suo fratello Federico, internazionale maschile e di due anni di lei più giovane, nelle giovanili del CUS Padova, esordì a livello seniores nel Riviera, squadra con cui vinse lo scudetto nel 2009-10, per poi tornare a Padova nel Valsugana.
Esordiente nell'Italia maggiore a fine 2012, ha preso parte a diverse edizioni del Sei Nazioni di categoria guadagnando anche la qualificazione alla Coppa del Mondo di rugby femminile 2017, per la quale fu convocata dal C.T. Di Giandomenico.
Con il Valsugana conquistò 3 scudetti consecutivi tra il 2015 e il 2017.
Dall'agosto 2019 Ruzza milita a Parigi nella sezione femminile dello Stade français.

## Palmarès
- Campionati italiani: 4
Riviera: 2009-10
Valsugana: 2014-15, 2015-16, 2016-17